# Léopold Biha
Léopold Bihumugani o Biha (Bagorikunda, 1919 - 2003) fue un político burundés, que se desempeñó como primer ministro del Reino de Burundi entre 1965 y 1966.
Hijo de un jefe tribal de Ruanda-Urundi, se convirtió en un confidente cercano del Rey Mwambutsa IV. Se unió a la Unión para el Progreso Nacional y fue brevemente Ministro de Finanzas, pero luego abandonó el partido. Tras una crisis política y un aumento de las tensiones étnicas en 1965, fue nombrado primer ministro de Burundi. Su elección no agradó ni a políticos hutus ni tutsis y resultó gravemente herido en un intento de golpe de Estado en octubre. Poco después de retomar su cargo, fue destituido en julio de 1966 durante un golpe de Estado lanzado por el hijo de Mwambutsa, el príncipe heredero Charles Ndizeye, marcando el final de su carrera política.

## Primeros años
Nació en 1919 hijo del jefe burundés Bagorikunda, en la provincia de Muramvya, entonces parte de la colonia belga de Ruanda-Urundi. Étnicamente, era un Ganwa del linaje Bezi.
Fue educado en el Groupe Scolaire de Astrida, de donde se graduó en 1940. Al año siguiente fue nombrado Secretario del Distrito de Ngozi y trabajó en ese cargo hasta 1944. Se casó y tuvo varios hijos, era católico romano y hablaba francés y algo de kiswahili e inglés.

## Carrera política

### Relación con la monarquía
El 29 de agosto de 1944, fue nombrado jefe de una jurisdicción de Muramvya administrada formalmente por su padre, la cual incluía la comuna de Mbuye. En 1945 se le asignó el mando de la jefatura de Muramvya, posición que incluía la supervisión de tierras personales del Rey Mwambutsa IV, y posteriormente se convirtió en uno de los asesores más cercanos del Rey, acompañándolo en su primer viaje a Europa en 1950. Mientras supervisaba la jefatura de Muramvya, instituyó reformas sociales que eliminaron los sistemas anteriores de servilismo y creó instituciones para enseñar a las mujeres economía doméstica. Antes de las reformas gubernamentales de 1958, se desempeñaba como regente cuando el Rey estaba fuera del país. Así mismo, fue designado Vicepresidente del Conseil Supérieur du Pays (Consejo Supremo de Tierras) - un órgano asesor presidido que tenía cierta competencia sobre asuntos presupuestarios y administrativos en Urundi, considerado precursor de la Asamblea Nacional - entre 1954 hasta la abolición del organismo en 1959. En noviembre y diciembre de 1960 asistió a conferencias de la UNESCO en París (Francia).

### Organización temprana
En 1957 cofundó un partido político, la Unión para el Progreso Nacional (UPRONA). Las fuente difieren sobre las circunstancias de la fundación de la UPRONA: Según Biha, la UPRONA se creó para protestar contra una reorganización administrativa belga que colocó a Buyumbura y otras localidades importantes bajo su jurisdicción directa, quitando así poder a la monarquía; según el politólogo Warren Weinstein, la UPRONA se creó poco después de una reunión de jefes tradicionales y clérigos convocada por Biha y el príncipe Louis Rwagasore para discutir ideas nacionalistas.
En ese momento, Ruanda-Urundi estaba en transición a su independencia en un futuro próximo y el 21 de julio el Residente General de Ruanda-Urundi, Jean-Paul Harroy, creó las oficinas de comisarios nacionales bajo su jurisdicción, nombrando a burundeses en ese cargos para darles la oportunidad del autogobierno. Biha fue nombrado Comisionado de Finanzas y Presupuesto, aunque la UPRONA se opuso a su participación en la Comisión. El 26 de enero de 1961, Harroy firmó una ordenanza por la que creeba un gobierno interino para Urundi, dentro del cual Biha fue nombrado Ministro de Finanzas. En respuesta  a la resolución 1605 de la Asamblea General de las Naciones Unidas, el 6 de julio el gobierno fue ampliado y modificado para otorgar más representación a los diferentes partidos políticos, siendo destituido y reemplazado por Pierre Ngendandumwe.
Cada vez más insatisfecho con el estilo populista y la creciente popularidad de Rwagasore, quien emergió como líder del partido, abandonó el partido en 1961. El 2 de agosto de 1961, se asoció a otros dos ganwa para fundar el partido político Burundi Populaire (BP). El 18 de septiembre de ese año se celebraron elecciones generales, en las cuales la UPRONA ganó 58 de 64 escaños y Rwagasore se convirtió en primer ministro. Biha no alcanzó un escaño en la Asamblea y el nuevo gobierno lo trasladó a una jefatura en la Provincia de Bururi en 1962.Poco antes de la dimisión del ahora primer ministro Ngendandumwe en abril de 1964, fue nombrado secretario privado del Rey.

### Primer ministro
En enero de 1965, Mwambutsa destituyó al primer ministro Albin Nyamoya y pidió a Ngendandumwe que formara un nuevo gobierno; sin embargo, fue asesinado días después. La falta de una condena por el magnicidio se convirtió en un agravio para los políticos hutus. Otro hutu, Joseph Bamina, fue nombrado primer ministro como resultado de un compromiso entre las facciones hutu y tutsi. Dado que la muerte de Ngendandumwe provocó una crisis política, el Rey convocó nuevas elecciones generales. Para entonces la conciencia política hutu había aumentado y los hutus se quedaron con 23 de los 33 escaños en las elecciones generales de mayo de 1965. Aunque la UPRONA logró una cómoda mayoría de 21 escaños, el partido entonces había sido superado por el faccionalismo. La mesa directiva de la Asamblea quedó integrada por hutus y se propuso a Gervais Nyangoma, un hutu crítico de la monarquía, como candidato a primer ministro. En agosto, el Rey rechazó su nominación, lo que sorprendió a los políticos hutus.
Finalmente, el 13 de septiembre de 1965, el Rey nombró a Biha como nuevo primer ministro. La instalación de Biha enfureció a muchos hutus y a algunos tutsis extremistas; aunque era personalmente muy respetado, su nombramiento fue visto como una medida autocrática por parte del Rey. Entonces, hubo rumores que oficiales militares radicales tutsis estaban planeando un Golpe de Estado. Si bien siete de las diez carteras gubernamentales se le otorgaron a los hutus, lo que les dio su primera mayoría en el gabinete desde la independencia, los parlamentarios hutus sentían que el Rey seguía teniendo una enorme influencia sobre el gobierno y que no ejercían un control real. Los líderes tutsis también estaban enojados, sintiendo que la corona les había impuesto el gobierno. 
A última hora de la noche del 18 de octubre, gendarmes y soldados hutus liderados por el Secretario de Estado de la Gendarmería, , organizaron un intento de Golpe de Estado contra el gobierno de Burundi. Mientras un contingente de golpistas atacaba el Palacio Real, otro se dirigió a la residencia de Biha y le hicieron señas para que saliera, aduciendo que el Rey lo necesitaba ver. Sin sospechar los motivos, accedió y los golpistas le dispararon a quemarropa, hiriéndolo en el hombro, el abdomen y la pierna.Aunque resultó gravemente herido, escapó. Finalmente, las tropas leales al gobierno reprimieron el golpe. Como resultado de este, el Rey huyó a Europa, mientras que Biha viajó a Bélgica durante varias semanas para recibir tratamiento a sus heridas. Los restos de su gobierno se dedicaron a reprimir a los autores del golpe y a los presuntos colaboradores. Poco después, el Rey suspendió los poderes del gobierno de Biha, antes de restaurarlos el 20 de noviembre. Sin embargo, con el Rey y el primer ministro fuera del país, el gobierno de facto recayó en el ejército y la administración pública.
Mathieu Muhakwanke sirvió como primer ministro interino antes de que Biha regresara a Burundi en febrero de 1966. El 15 de marzo se modificó su gobierno y asumió la carteras de Función Pública, Seguridad e Inmigración. El 24 de marzo, Mwambutsa emitió un decreto que otorgaba al príncipe heredero Charles Ndizeye «poderes especiales para coordinar y controlar las actividades del gobierno y las secretarías de Estado». Biha se unió a un consejo creado para asesorar a Charles. El 8 de julio de 1966, Charles lanzó un golpe de Estado y afirmó que tomaba el control total del gobierno: Suspendió la constitución y lo destituyó, reemplazándolo por el capitán Michel Micombero. En agosto fue arrestado y recluido en la prisión de Rumonge. Después de su liberación evitó la política.

## Vida posterior
En 2001 fue uno de los cofundadores del Partido Monárquico Parlamentario. Murió en 2003y fue enterrado el 1 de marzo en el cementerio de Mpanda en Buyumbura. 

## Trabajos citados
- Eggers, Ellen K. (2006). Historical Dictionary of Burundi (third edición). Lanham: Scarecrow Press. ISBN 978-0-8108-5302-7.
- Lemarchand, René (December 1966). «Social Change and Political Modernisation in Burundi». The Journal of Modern African Studies 4 (4): 401-433. doi:10.1017/S0022278X00013719.
- Lemarchand, René (1970). Rwanda and Burundi. New York: Praeger Publishers. OCLC 254366212.
- Russell, Aiden (2019). Politics and Violence in Burundi: The Language of Truth in an Emerging State. Cambridge: Cambridge University Press. ISBN 978-1-108-49934-7.
- Weinstein, Warren (1976). Historical Dictionary of Burundi. Metuchen: Scarecrow Press. ISBN 9780810809628.

- Datos: Q720185